# Festes de Primavera de Palafrugell
Les Festes de Primavera de Palafrugell van néixer l'any 1963, després que es prohibís tota manifestació carnavalesca. La Junta del Centre Fraternal va decidir que el carnaval s'havia de celebrar igualment, però canviant-lo de mes i de nom, per evitar una nova prohibició. Així, a l'abril de 1963 es feren les primeres festes de Primavera, la festa popular més important després de la Guerra Civil Espanyola.

## Antecedents: el carnaval al pas delseglexixalseglexx
A final del segle xix, el carnaval ja era una festa que es vivia molt en el poble. Hi havia balls, desfilades, cercaviles, orquestres que tocaven pels carrers… Es té constància que, almenys des de 1842, s'organitzaven balls populars a la sala de la vila, o sigui, en una sala que hi havia a l'antiga Casa Consistorial (al carrer dels Valls).
Després de la Primera Guerra Mundial, que va suposar un període d'inestabilitat econòmica, va venir una època de prosperitat quant a l'activitat carnavalesca. Els carnavals palafrugellencs atreien gent d'arreu de la comarca i això va contribuir a engrandir la festa. Aleshores, destacaven dues sales de ball: la del Fraternal i la del Mercantil. A part de ballar i fer disbauxa, s'hi llegien testaments satírics i s'elegien les noies més boniques de la vila. L'orquestra encarregada de posar música a aquests balls normalment era La Principal de Palafrugell.
A fora, al carrer, s'hi feien desfilades de carrosses, que anaven des del carrer Pi i Margall fins al carrer de Cavallers, passant per plaça Nova i fent unes quantes voltes pel que era l'antiga muralla. De totes les comparses, el jurat n'havia de triar les millors.

## El carnaval durant la postguerra
Per immorals, els carnavals foren prohibits. Però, la gent no es resignà a perdre aquesta festa, sinó que, sota la designació de bailes regionales, es continuaren fent balls de disfresses. Això, sí, sempre amb la cara descoberta i sense fer referències polítiques ni religioses.
El 1963 es volgueren reprendre les festes de carnaval tal com havien estat anys enrere. Però va arribar una ordre directa del governador civil que prohibia qualsevol tipus de manifestació carnavalesca. Els palafrugellencs no es volien quedar quiets. Josep Puig, Josep Solés, Tomàs Cervera i Josep Serra, entre d'altres, van proposar que el carnaval s'ajornés fins a l'abril, durant la Pasqua de Resurrecció, i que se li canviés el nom per Fiestas de Primavera.

## Primers anys
Un cop aconseguit el permís del governador civil (tràmit que no va ser senzill), el 1963 naixien les Festes de Primavera, amb els carroussels i els balls que havien fet famosos els carnavals palafrugellencs. A les tradicionals carrosses, s'hi afegí el nomenament de la reina de les festes, tal com es feia en els Balls de Primavera. Aquell any el títol fou atorgat a Carmen Amaya i a Antoñita Barrera, primera ballarina del Liceu (la situació de tenir dues reines fou excepcional i deguda a un compromís professional de Carmen Amaya). Les dames d'honor foren Carme Barriga, Lluïsa Vilà, Elena Llavià, Pepita Niell i Dolors Dalmau. Hi hagué una presidència d'honor: Joan Gich i Girbau, alcalde de Palafrugell; Pere Ordis i Llach, alcalde de Girona; Enrique de Inclán, governador militar de Girona; Carles Sentís i Anfruns, director de l'agència EFE; Amparo Soler Leal, actriu; Albert Puig Palau, industrial i promotor artístic; i Francesc Ribera, pintor. La carrossa guanyadora fou Sputnik.
Davant de l'èxit de la primera edició, que incloïa, a més, partits de futbol, l'any següent s'hi afegí la figura del pregoner (càrrec estrenat per Narcís de Carreras i Guiteras), cercaviles, diverses actuacions musicals i una carrera de karts al voltant del que era la muralla. Aquell 1964 la reina fou l'actriu Josefina Güell.
Amb cada edició s'anaven consolidant les festes i s'anaven fent més populars i més espectaculars: es començaren a fer cartells, gimcanes, xocolatades, sardinades, exposicions d'art, festivals esportius...

## Tradició
El 1978 es constituí el Grup Festes de Primavera, formada per carrossaires (o excarrossaires) i gent vinculada en el món de les Festes de Primavera. Aquesta associació naixia amb la finalitat poder continuar amb les Festes, que es veien en perill a causa de problemes econòmics. Així, l'organització de les Festes passava a ser un tema independent de l'Ajuntament de Palafrugell, que només les subvencionava. El fons documental del Grup Festes de Primavera es conserva a l'Arxiu Municipal de Palafrugell.
El 1998 s'inaugurà un local al polígon industrial dedicat als “carrossaires”, amb espai suficient perquè 9 colles hi puguin construir les seves carrosses, sense necessitat d'haver d'aturar els treballs cada cop que es necessiti l'espai per a altres activitats (com es feia abans).
Les activitats que es fan han anat variant al llarg del temps, però el carroussel s'ha mantingut com a l'esdeveniment més important de les Festes de Primavera de cada any. Les pubilles i la Reina de les Festes és un dels elements que s'han perdut. El 2008 es va decidir que es deixarien de fer els actes on les pubilles eren les protagonistes i, des d'aleshores, no s'han recuperat.